# Itaúba (gemeente)
Itaúba is een gemeente in de Braziliaanse deelstaat Mato Grosso. De gemeente telt 4.585 inwoners (schatting 2009).